# بيتسي هارت
بيتسي هارت (بالإنجليزية: Betsy Hart)‏ هي صحفية وكاتبة العمود أمريكية، ولدت في 1963.